# نادي التكوين المهني
الجمعية الرياضية لمكتب التكوين المهني المعروف اختصارا بنادي التكوين المهني هو نادٍ رياضي مغربي. يمارس في دوري الدرجة الثالتة المغربي من مدينة الدار البيضاء، تأسس سنة 1984.